# Sigalion oviger
Sigalion oviger är en ringmaskart som beskrevs av Monro 1924. Sigalion oviger ingår i släktet Sigalion och familjen Sigalionidae.
Artens utbredningsområde är havet kring Nya Zeeland. Inga underarter finns listade i Catalogue of Life.